# Železniška postaja Novo mesto
Železniška postaja Novo mesto v Bršljinu je ena izmed železniških postaj v Sloveniji, ki oskrbuje bližnje naselje Novo mesto.
Izmed štirih novomeških postaj je ta glavna in edina, ki služi tudi tovornemu prometu. Glede potniškega prometa je najprikladnejša za oskrbo severozahodnega dela mesta (Bršljin).
20. januarja 1952 so na železniški postaji fizično napadli ljubljanskega pomožnega škofa Antona Vovka, ga polili z bencinom in zažgali.